# شیب تنوع گونه‌ای در عرض جغرافیایی

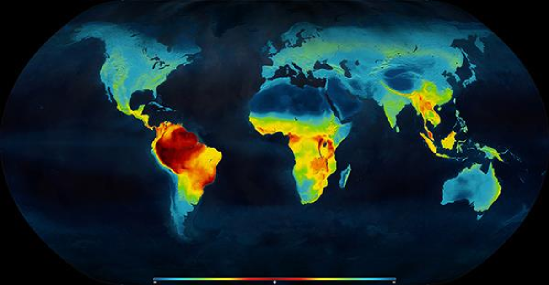
نقشه شیب عرض جغرافیایی در غنای گونه‌ای مهره‌داران زنده خشکی (مانیون ۲۰۱۴)

غنای گونه‌ای یا تنوع زیستی، از قطب‌ها به سوی مناطق استوایی برای طیف گسترده‌ای از جانداران خشکی و دریایی افزایش می‌یابد که اغلب به عنوان شیب تنوع گونه‌ای در عرض جغرافیایی (به انگلیسی: Latitudinal gradients in species diversity) شناخته می‌شود. LDG یکی از شناخته‌شده‌ترین الگوها در بوم‌شناسی است. شیب تنوع گونه‌ای در عرض جغرافیایی در گذشته زمین به درجه‌های گوناگونی دیده شده‌است. یک روند موازی با ارتفاع (شیب ارتفاعی تنوع گونه‌ای) پیدا شده‌است، اگرچه این موضوع کمتر مورد مطالعه قرار گرفته‌است.